# Województwo pomorskie (I Rzeczpospolita)

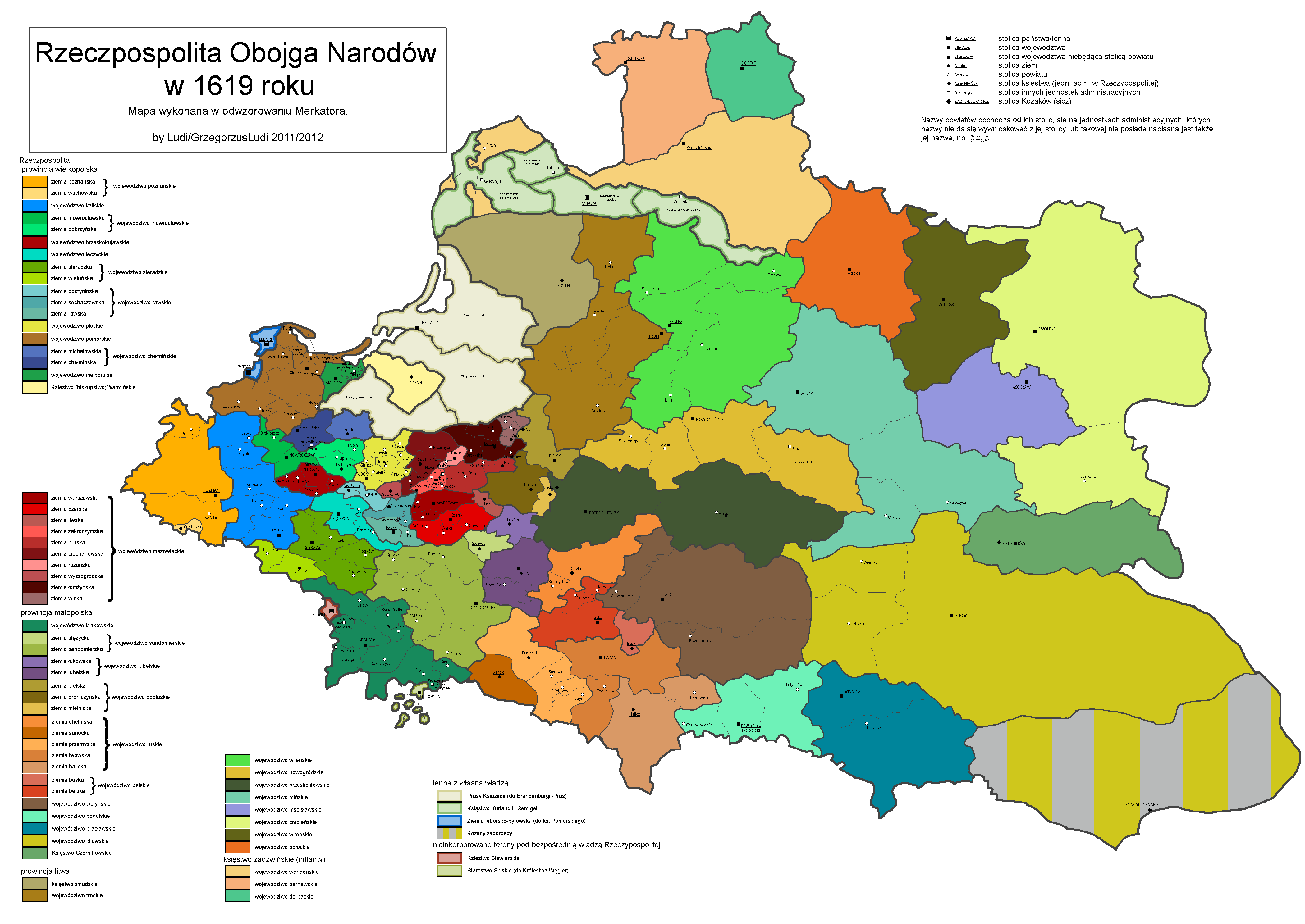
Mapa Rzeczypospolitej Obojga Narodów w 1619 r. Podział na województwa, ziemie i powiaty

Województwo pomorskie (łac. Palatinatus Pomeranensis) – jednostka terytorialna Korony Królestwa Polskiego istniejąca w latach 1454–1772. Włączona do prowincji wielkopolskiej.

## Położenie
Zygmunt Gloger ocenił, że województwo pomorskie obejmowało obszar o powierzchni ok. 300 mil kwadratowych (≈ 21 850 km²).
Obejmowało ziemie historycznego Pomorza Gdańskiego na zachód od Wisły, opanowanego przez zakon krzyżacki w 1308 r.
Wschodnią granicą woj. pomorskiego była Wisła, która odgraniczała je od województw: malborskiego i chełmińskiego oraz pomiędzy nimi Pomezanii (należącej do Prus Książęcych). Województwo pomorskie na południu w okolicach Fordonia i Bydgoszczy graniczyło z woj. inowrocławskim. Na południowym zachodnie przebiegała granica w województwem kaliskim (w 1768 r. wydzielono z niego woj. gnieźnieńskie). Od zachodu i północnego zachodu przebiegała długa i łamana granica z księstwem pomorskim.

## Historia
Utworzone przez Kazimierza Jagiellończyka w 1454 r. w wyniku inkorporacji Prus do Królestwa Polskiego. Ostatecznie zostało ukształtowane po II pokoju toruńskim w 1466 r., stając się częścią Prus Królewskich.
W 1772 r. prawie całe województwo pomorskie znalazło się w granicach Królestwa Pruskiego, wchodząc w skład prowincji Prusy Zachodnie. W 1793 r. do Prus został przyłączony Gdańsk ze swoim terytorium.
Większość terytorium województwa pomorskiego (bez Gdańska, który został Wolnym Miastem) powróciła do Polski w 1920 r. i wraz z dawnym województwem chełmińskim utworzyła nowe województwo pomorskie ze stolicą w Toruniu.

## Podział administracyjny
Obejmowało obszar 12 907 km² i dzieliło się na 8 powiatów:
- powiat człuchowski – 2436 km²[potrzebny przypis]
- powiat gdański – 661 km²[potrzebny przypis]
- powiat mirachowski – 1137 km²[potrzebny przypis]
- powiat nowski – 720 km²[potrzebny przypis]
- powiat pucki – 981 km²[potrzebny przypis]
- powiat świecki – 1437 km²[potrzebny przypis]
- powiat tczewski – 3038 km²[potrzebny przypis]
- powiat tucholski – 1818 km²[potrzebny przypis]
- niezależne terytorium miasta Gdańska – 643 km²[potrzebny przypis]

W latach 1637–1657 w skład województwa pomorskiego wchodziły też ziemie lęborska i bytowska, które traktowano jako jeden, dziewiąty powiat.
W 1764 r. zreformowano system administracyjny Prus Królewskich. W woj. pomorskim miały znaleźć się powiaty: człuchowski, gdański, kościerski, mirachowski, nowski, pucki, skarszewski, świecki, tczewski, tucholski oraz niezależne terytorium miasta Gdańska. Wobec I rozbioru Polski w 1772 r. reforma administracyjna nie zdążyła wejść w życie.
W pierwszej połowie XVII wieku 86,1% mieszkańców Gdańska stanowili luteranie, 6,4% katolicy, oraz 7,5% kalwini.

## Herb
Herbem województwa pomorskiego był czerwony gryf na białym polu.

## Stolica
Przez długi okres województwo pomorskie nie posiadało wyraźnie wykształconego ośrodka administracyjnego. Największym miastem w województwie był Gdańsk (liczący w 1. poł. XVII w. ponad 70 tys. mieszkańców), ale nie został on stolicą z racji swej niezależności, którą zawdzięczał królewskim przywilejom i pozycji gospodarczej. Dopiero w 1613 r. nastąpiło połączenie funkcji starosty skarszewskiego i wojewody pomorskiego. Odtąd uznaje się Skarszewy za stolicę województwa pomorskiego. Na tamtejszym zamku rezydował wojewoda, tam obradował sąd ziemski i tam znajdowało się archiwum województwa.